# Dracopelta
Dracopelta zbyszewskii
Genre
Espèce
Dracopelta (du latin draco, pour "dragon", et du grec peltē, pour "petit bouclier"; soit "dragon à petit bouclier") est un genre de dinosaure ornithischien de la famille des Ankylosauridae du Portugal, décrit par Peter Galton en 1980. Lorsque Galton décrit la seule espèce connue, il a fait référence au Kimméridgien de la fin du Jurassique de la localité de Ribamar. Cependant, il y a deux localités nommé Ribamar dans la région de Estremadura. La première, proche de Mafra date du Crétacé inférieur et l'autre, proche de Lourinhã, date du Jurassique supérieur. Antunes & Mateus (2003) considèrent le Jurassique supérieur comme plus probable.
L'espèce type fut dénommée Dracopelta zbyszewskii en honneur du paléontologue George Zbyszewski.